# ロシア連邦保安庁
ロシア連邦保安庁（ロシアれんぽうほあんちょう、露：Федеральная служба безопасности Российской Федерации、ラテン文字転写: Federal'naya sluzhba bezopasnosti Rossiyskoy Federatsii、略称：ФСБ、英：Federal Security Service of the Russian Federation、略称：FSB）は、ロシア連邦の法執行機関。報道では「連邦保安局」とも表記される。

## 概要
CIS諸国内においては、対外情報庁（SVR）に代わって、限定的に諜報活動も行っている。
2003年には連邦国境庁（FPS）が行っていた国境警備機能全体、連邦政府通信情報局 (FAPSI)が行っていたSIGINT機能、連邦税務警察庁（FSNP）が行っていた金融犯罪捜査機能の一部も移管され旧ソビエト社会主義共和国連邦のソ連国家保安委員会（KGB）の姿に戻りつつある。

## 名称の変遷
ソ連KGB以降の名称の変遷を記述する。
- 共和国間保安庁（ロシア語版）（MSB：1991年11月～12月） - ソ連KGB解体後の暫定機関。
- ロシア・ソビエト連邦社会主義共和国KGB（ロシア語版）（ロシアKGB：1991年5月～11月） - ソ連KGBとは別にボリス・エリツィンが設立。
- 連邦保安局（ロシア語版）（AFB：1991年11月～12月） - ロシアKGBを改称。
- ロシア保安省（MB：1992年1月～1993年12月） - 共和国間保安庁（MSB）と連邦保安局（AFB）を統合。
- 連邦防諜庁（FSK：1993年12月～1995年4月） - ロシア保安省（MB）を改称。
- 連邦保安庁（FSB：1995年4月～）

## 組織

### 指導部
- 連邦保安庁長官
- 第一次官
- 第一次官/国境部長
- 次官/国家対テロ委員会 (NAK) 事務局長
- 次官/秘書官
- 次官
- 次官

### 中央機構
防諜局（Служба контрразведки:СКР）
- 防諜作戦部（ДКРО）
- 防諜活動調整・分析局
- 特殊措置局
- 施設防諜局
- 捜査活動情報保障局
- 情報セキュリティ・センター
- 軍事防諜部：スメルシの後継機関

憲法体制擁護・テロ対策局（Служба по защите конституционного строя и борьбе с терроризмом:СЗКСиБТ）
- テロ・政治的過激主義対策局
- 特殊任務センター
  - A局：旧アルファ部隊（対テロ特殊部隊）。5課から成る。
  - V局：旧ヴィンペル部隊（原子力施設防護特殊部隊）。4課から成る。
  - 特殊作戦局
  - ダゲスタン支部
- 国際テロ対策局
- 組織運用局
- 捜査局

国境局（Пограничная служба）
経済保安局（Служба экономической безопасности:СЭБ）
- 産業企業防諜保障局（P局）
- 輸送機関防諜保障局（T局）
- 金融・財政システム防諜保障局（K局）
- 内務省・非常事態省・法務省防諜保障局（M局）
- 組織分析局
- 密輸・麻薬不法流通対策局
- 行政局

捜査情報・国際関係局（Служба оперативной информации и международных связей／通称:第5局）
- 捜査情報部
- 分析局
- 戦略計画局
- 公開情報課
- 国際協力局

組織人事業務局（Служба организационно-кадровой работы:СОКР）
- 特殊登録局
- 組織計画局
- 人事局

監督局（Контрольная служба）
- 兵員監察局
- 監督・監査局
- 内査局

科学技術局（Научно-техническая служба）
- 兵器・軍事・特殊機材発注・納入局
- 捜査技術措置局
- 情報技術科学研究所
- 科学研究センター

活動保障局（Служба обеспечения деятельности）
- 会計・経済局
- 物資・機材保障局
- 資本建設局

中央直轄部署
- 取調局
  - レフォルトヴォ取調拘置所：欧州評議会加盟国の基準に従い、2006年から法務省の管轄下になったが、実際はFSBの職員が法務省に「出向」することにより、引き続きFSBが事実上管理している。
- 総務局
  - FSB受付
- 契約・法務局
- 通信保安センター
- 通信手段無線電子諜報センター：旧FAPSIの部署
- 特殊局：暗号
- ライセンス・証明・国家秘密保護センター
- 特殊技術センター
  - 犯罪学研究所
- 国境作戦研究センター
- 捜索局
- 協力プログラム局
  - 社会関係センター
- 登録・公文書フォンド局
  - 公文書センター
- 無線防諜局（R局）
- 航空局
- 特殊通信局
- 軍事医療局
- 軍事建設局
- 警備局
- 当直局
- 軍事動員課
- FSBアカデミー

### 支局
連邦保安庁は、各ロシア連邦主体（共和国、直轄市、地方、州、自治管区）に支局を有している。また各軍事組織の軍種、兵科司令部、軍管区、艦隊等にも支局が存在する。

## 歴代長官
連邦保安庁長官のみを記述する。
- セルゲイ・ステパーシン Сергей Степашин （1995年4月～7月）
- ミハイル・バルスコフ Михаил Барсуков （1995年7月～1996年6月）
- ニコライ・コヴァレフ Николай Ковалев （1996年7月～1998年7月）
- ウラジーミル・プーチン Владимир Путин （1998年7月～1999年8月）
- ニコライ・パトルシェフ Николай Патрушев （1999年8月～2008年5月）
- アレクサンドル・ボルトニコフ Александр Бортников （2008年5月～）

## 紋章
FSBの紋章は旧KGBのものとよく似たデザインであるが、KGBにおいて対外諜報活動を担当していた第1総局がロシア対外情報庁として分割されたため、防諜の象徴である盾を諜報活動の象徴である剣の前面に押し出した。他にも盾の前の紋章を赤い星から双頭の鷲に、リボンの文字を「ВЧК-КГБ（ヴェーチェーカー-カーゲーベー）」から「Федеральная служба безопасности（連邦保安庁）」に変更するなど細かい点で差別化を図っている。

## FSBが絡んでいるフィクション作品

### 映画
- 『イースタン・プロミス』
- 『大統領のカウントダウン』

モデルとなった人物が実在のFSB諜報員。
- 『トリプルX』
- 『ヒットマン』
- 『ボーン・スプレマシー』

### アニメ
- 『DARKER THAN BLACK -流星の双子-』

### ゲーム
- 『H.A.W.X.2』

一部のステージでFSB諜報員が登場する。
- 『コール オブ デューティ モダン・ウォーフェア2』

マカロフ率いるテログループがザカエフ国際空港で銃を乱射した際に、鎮圧のため出動する。

### 小説
- 『ST 警視庁科学特捜班 黒いモスクワ』